# Claudio de Arciniega
Claudio de Arciniega (Arceniega, 1526 - Ciudad de México, 1592) arquitecto español de origen vasco que trabajó en México.
La personalidad de la mayoría de los arquitectos españoles que pasaron a las Nueva España en el siglo XVI es poco conocida, siendo más lo que sabe acerca de las obras mismas que de sus autores. De la vida de Arciniega se sabe muy poco: que nació alrededor de 1526, según se deduce de su apellido, que descendía por parte materna de la villa alavesa de Arceniega, que en España trabajó también en Madrid y Guadalajara, y que se encontraba en México poco después de mediar el siglo y que disfrutó de una gran estimación entre sus contemporáneos. Cervantes de Salazar le llamó «arquitecto excelente». Y, en efecto, a su cargo debieron estar importantes obras, pues en 1578 se le otorgó el nombramiento de «Maestro Mayor de las Obras de Cantería de la Nueva España».
La catalogación de las obras que realizó en México es problemática: se conocen documentalmente obras hechas por él que se han perdido y se sabe de otras en las que intervinó, pero que tras su muerte en 1593 experimentaron cambios. Arciniega fue el autor de la traza de la catedral de México, aunque el edificio se terminó años después de su muerte. En 1570 era maestro mayor de la catedral; este nombramiento sería reciente, pues aunque la primera piedra se puso en 1563 las obras se interrumpieron hasta volverse a reanudar por estos años. De esta actividad en la Nueva España se tienen datos que muestran con toda evidencia que Arciniega fue uno de los arquitectos de su tiempo más solicitados en México. Parece ser que intervino en el Hospital de la Concepción, en el Templo y convento de San Matías de Iztacalco y en los desaparecidos Hospital Real de Indios y de Convalecientes, y que siguiendo sus trazas se hicieron los conventos de Santo Domingo y San Agustín, así como otras noticias nos informan acerca de su labor en la catedral de Puebla.